# Opel Ascona C
Der Ascona C ist ein Mittelklassewagen, den die Adam Opel AG von August 1981 bis Oktober 1988 herstellte. Er war die Opel-Variante der in zahlreichen Ländern produzierten sogenannten J-Car-Modelle von General Motors.

## Modellgeschichte

### Allgemeines

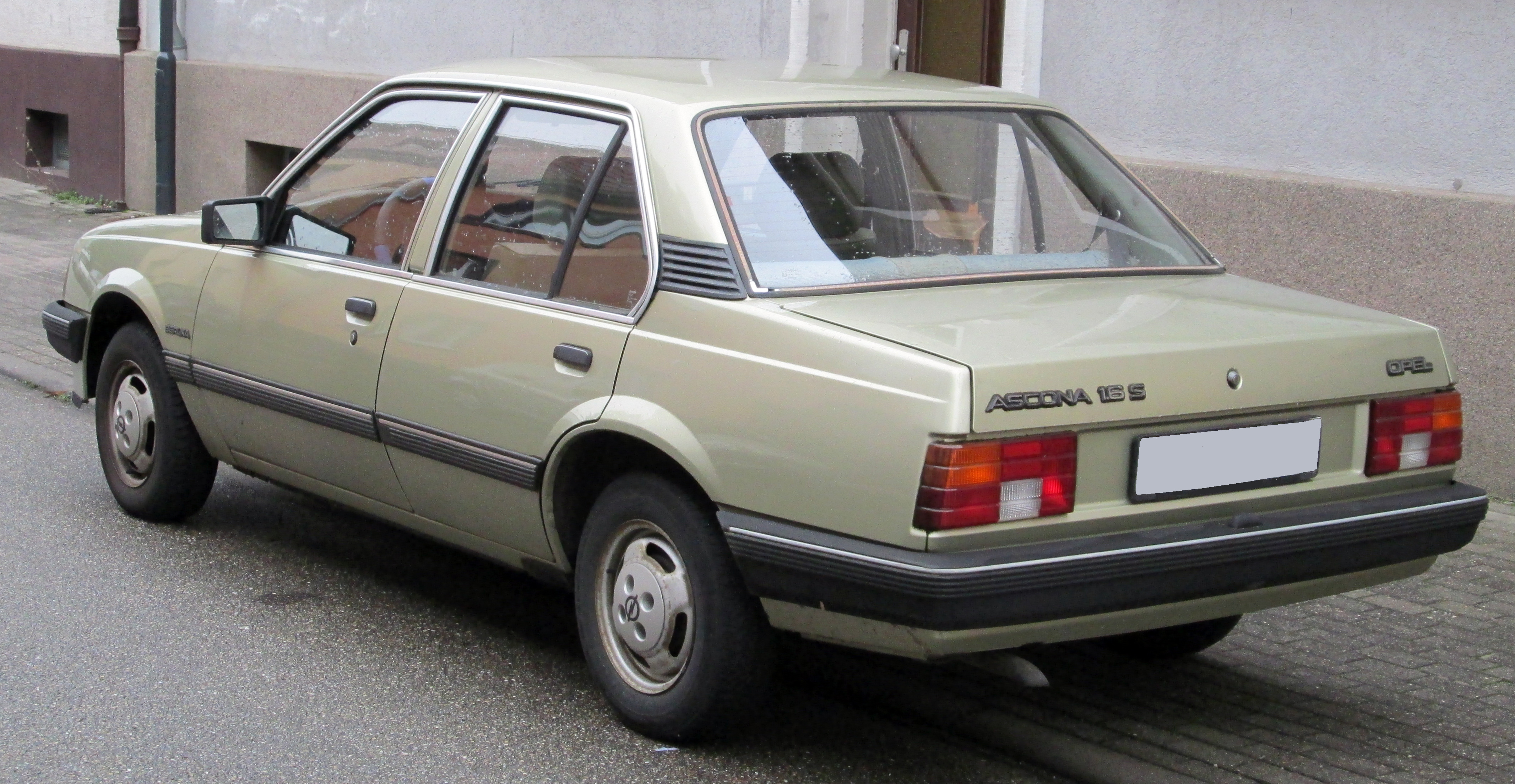
Opel Ascona als viertürige Limousine (1981–1984), Heckansicht

Der Ascona C war bis hin zum Automatikgetriebe völlig neu konstruiert, nur der 1,3-l-Motor und das zugehörige manuell geschaltete Getriebe wurden zwei Jahre vorher mit dem Kadett D eingeführt.
Er war der erste Opel in dieser Klasse mit Frontantrieb und quer eingebautem Motor. Er wurde als zwei- und viertürige Stufenheck- sowie als fünftürige Schräghecklimousine mit großer Heckklappe angeboten. Mehrere Karosseriehersteller bauten zweitürige Stufenhecklimousinen zu Cabriolets um, eines dieser Modelle war über das Opel-Händlernetz zu beziehen.
Die Geschichte des Opel Ascona C kann in drei Abschnitte eingeteilt werden. Die Versionen unterscheiden sich geringfügig in Karosserie und Ausstattung. Größter Einschnitt war der Übergang vom Ascona C1 zum Ascona C2 mit umfangreichen Änderungen der Karosserie. So wurden unter anderem die Sitzaufnahmen im Blech geändert.

### Ascona C1 (August 1981 bis Oktober 1984)
Erhältlich mit folgenden Motoren: 1.3 N, 1.3 S, 1.6 N, 1.6 SH, 1.8 E (ab Modelljahr 1983), 1.6 D
Ausstattungsstufen
- Grundausstattung (nicht näher benannt, alle Karosserievarianten, nicht mit 1.8 E-Motor)
- Luxus (alle Karosserievarianten, alle Motoren)
- Berlina (alle Karosserievarianten, alle Motoren)
- CD (ab Modelljahr 1983, nur vier- und fünftürig, nur mit 1.8 E-Motor)
- SR (alle Karosserievarianten, nur mit 1.6 SH-Motor), SR/E (ab Modelljahr 1983, alle Karosserievarianten, nur mit 1.8 E-Motor)

Sondermodelle
- Touring (ab Modelljahr 1983, vier- und fünftürig, 1.3 N-, 1.3 S-, 1.6 N-, 1.6 SH-, 1.6 D-Motor)
- J (ab Modelljahr 1983, alle Karosserievarianten, mit 1.3 N-, 1.3 S-, 1.6 N-, 1.6 SH-Motor)
- Sport (Modelljahr 1984, zwei- und viertürig, nur mit 1.6 SH- und 1.8 E-Motor)

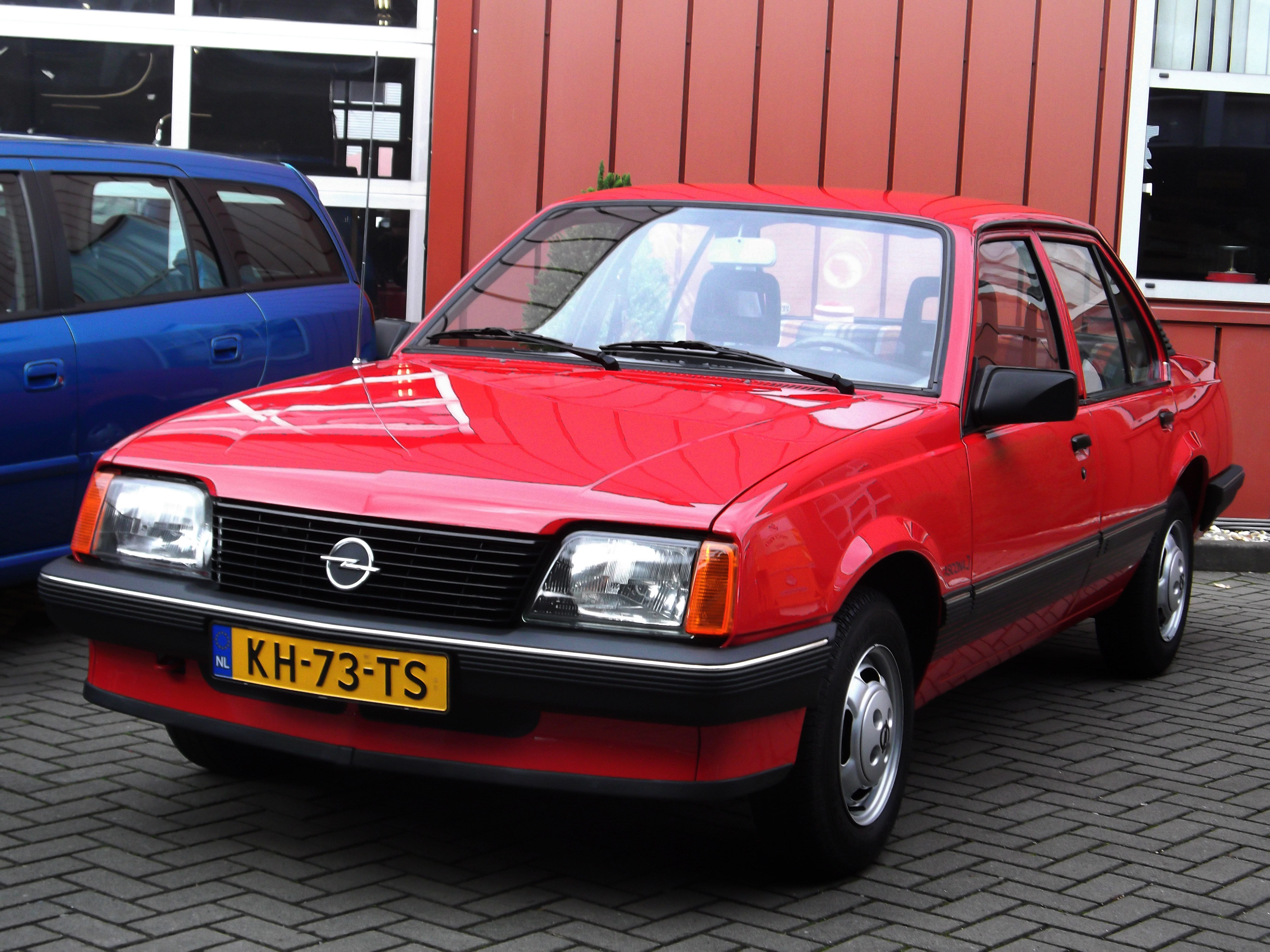
Opel Ascona J (1983–1984)
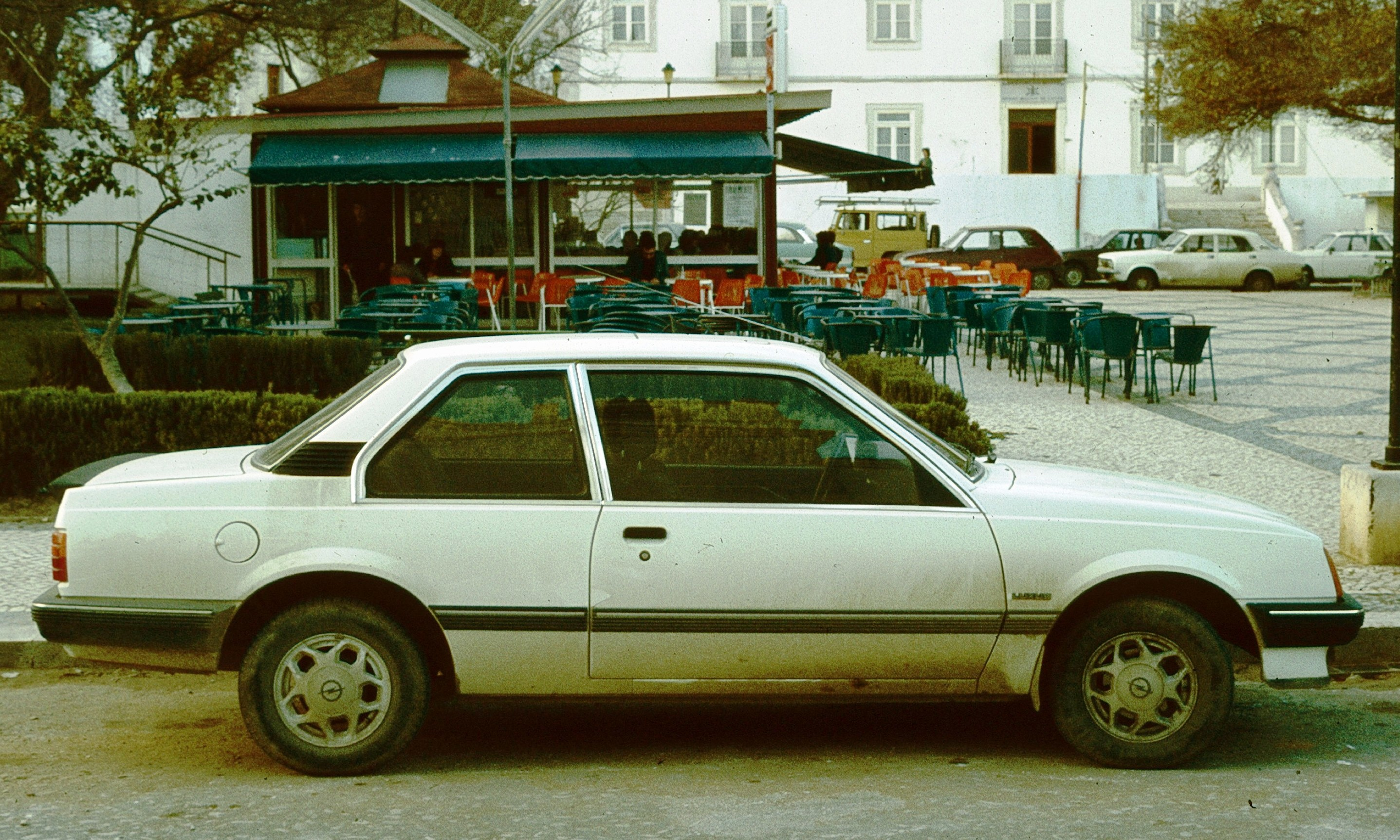
Opel Ascona als zweitürige Limousine (1981–1984)
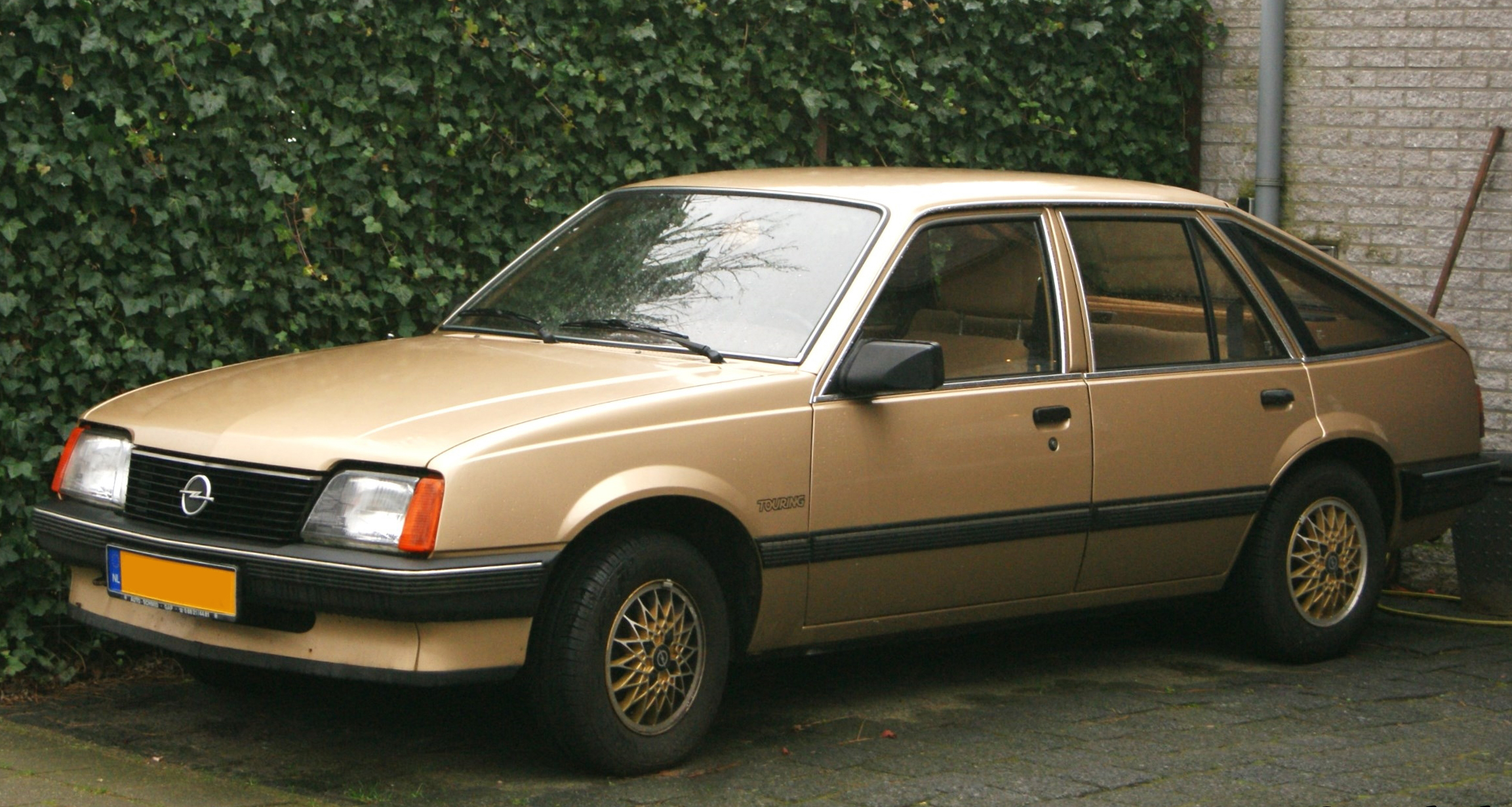
Opel Ascona Schrägheck (1981–1984)
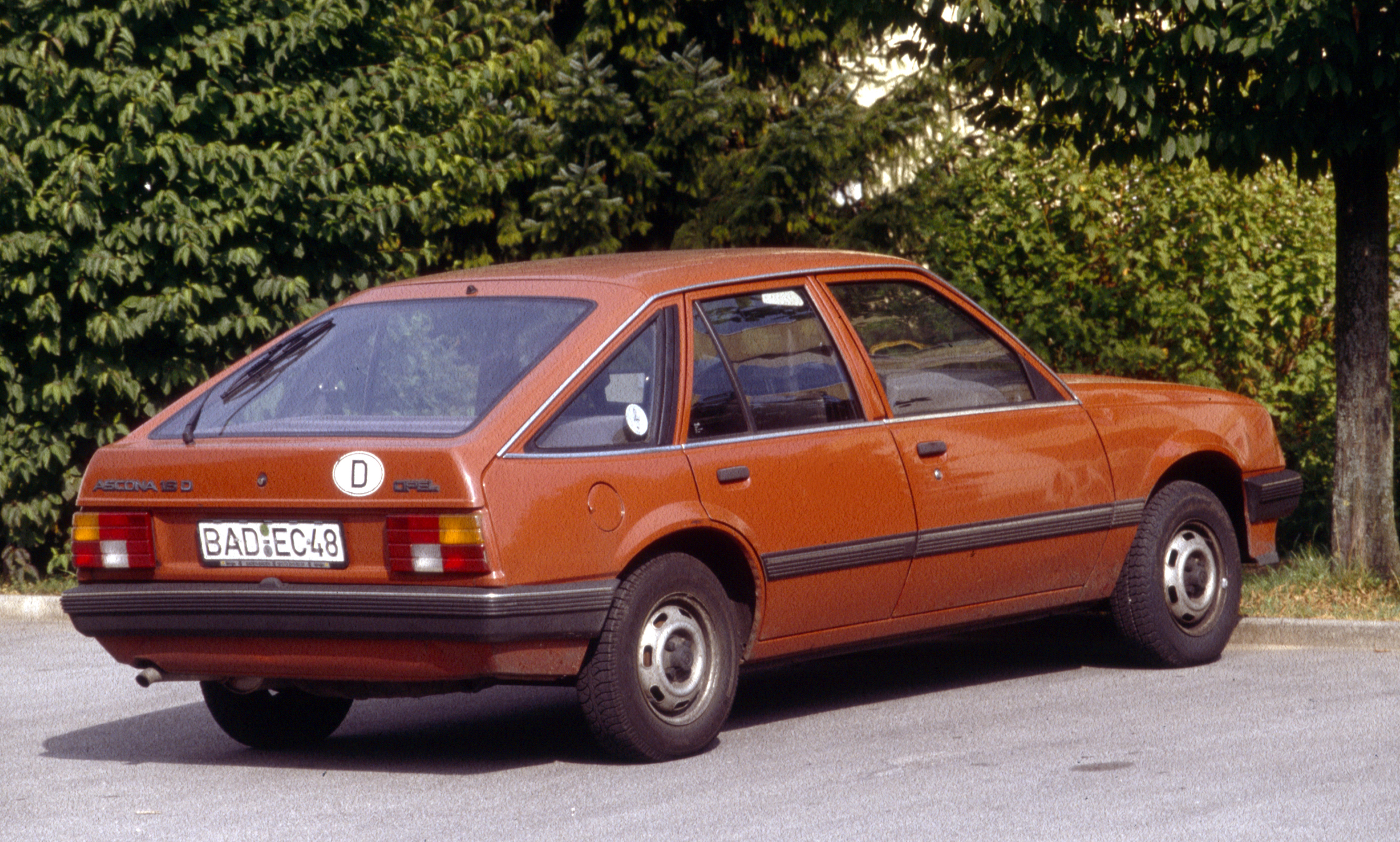
Opel Ascona Schrägheck (1981–1984)
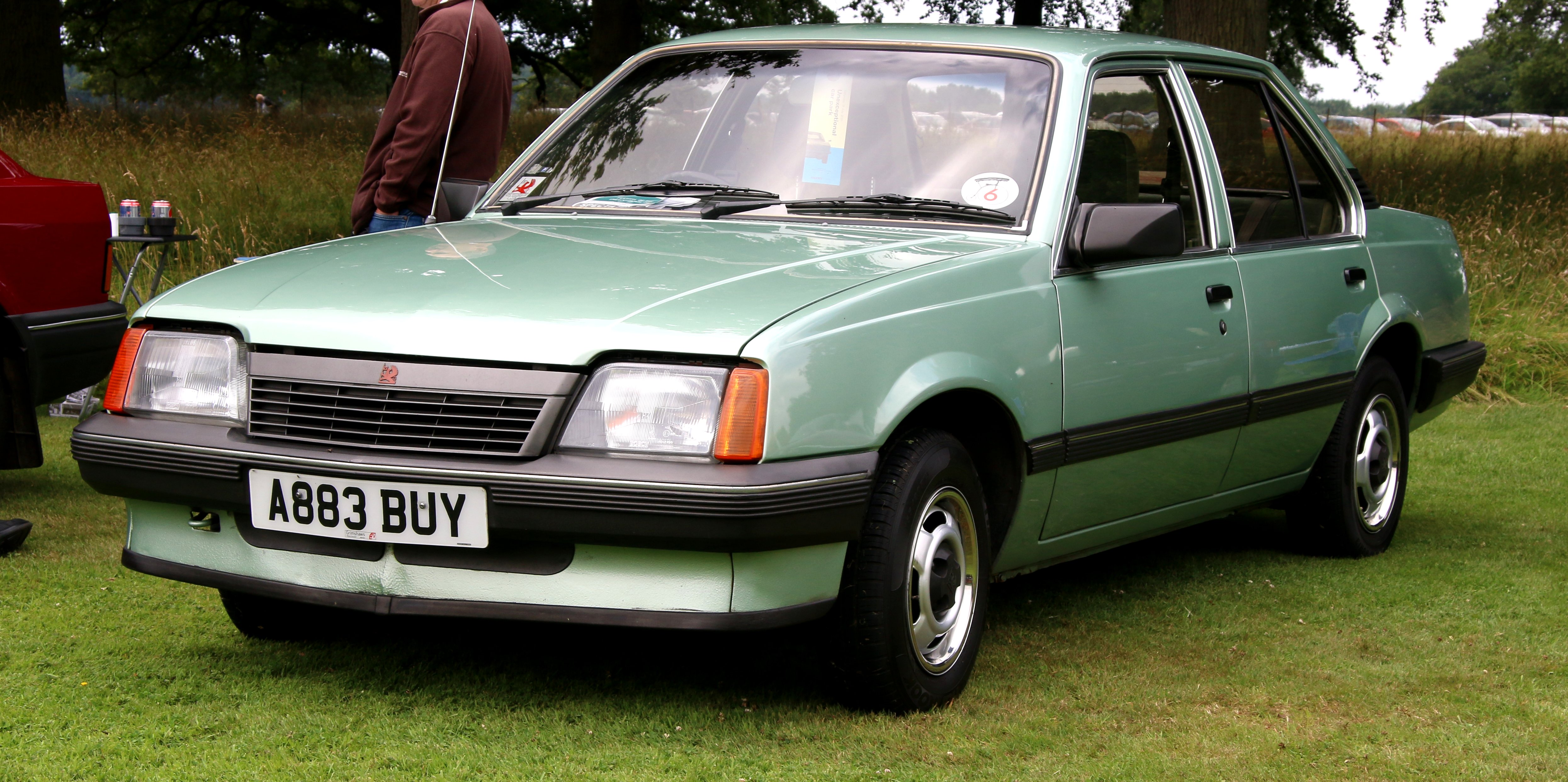
Vauxhall Cavalier 1.6 GL
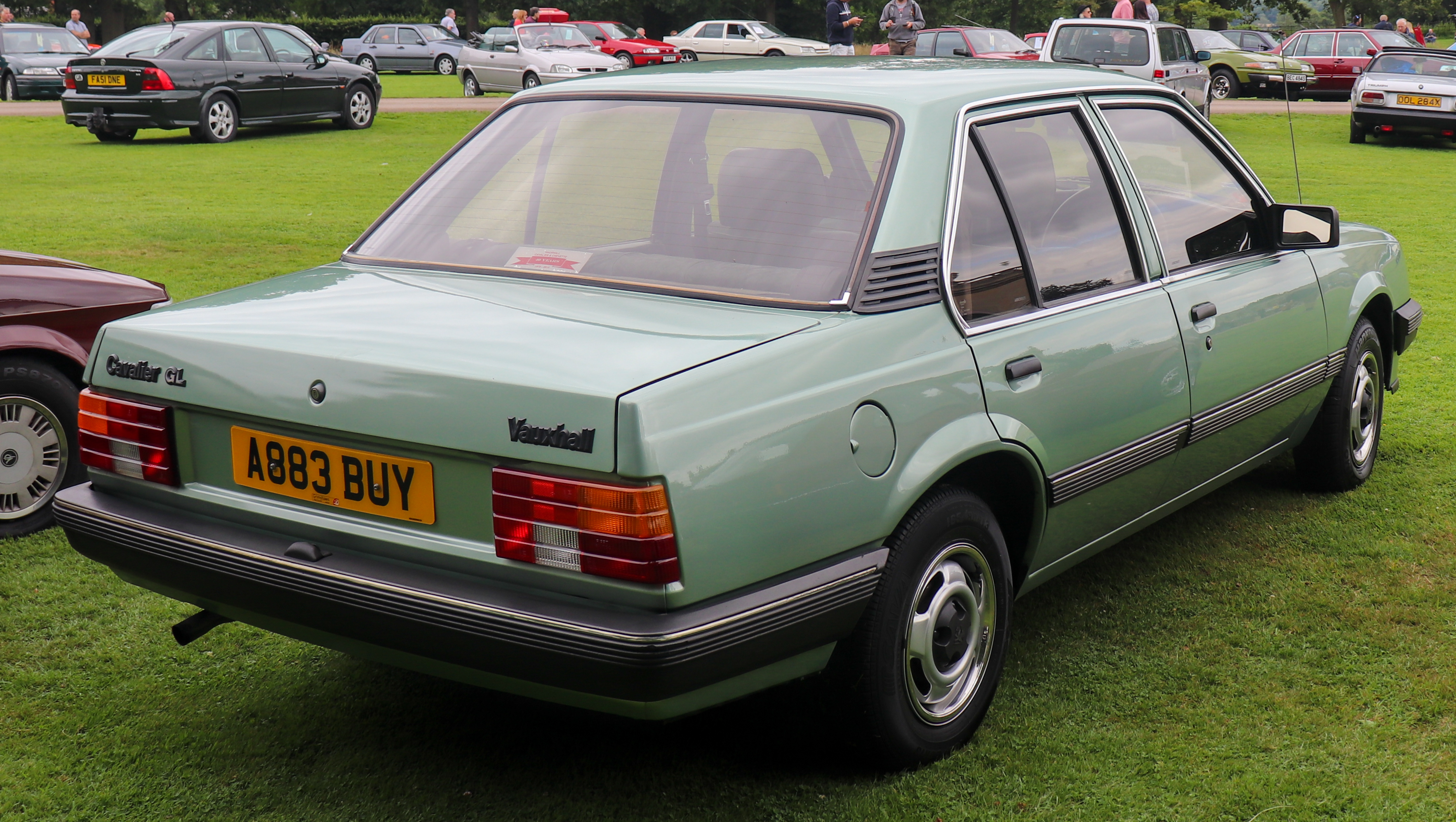
Vauxhall Cavalier 1.6 GL
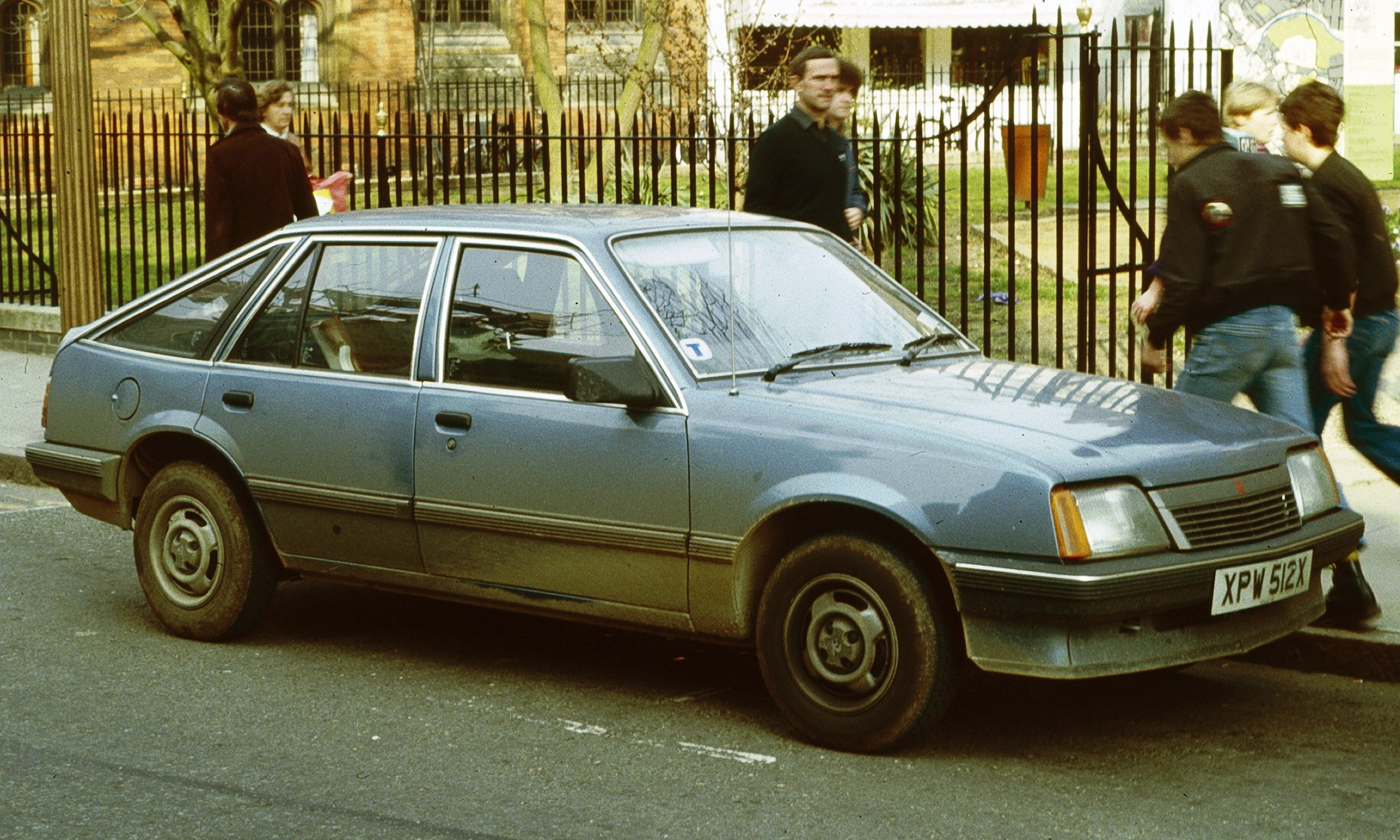
Vauxhall Cavalier II Hatchback
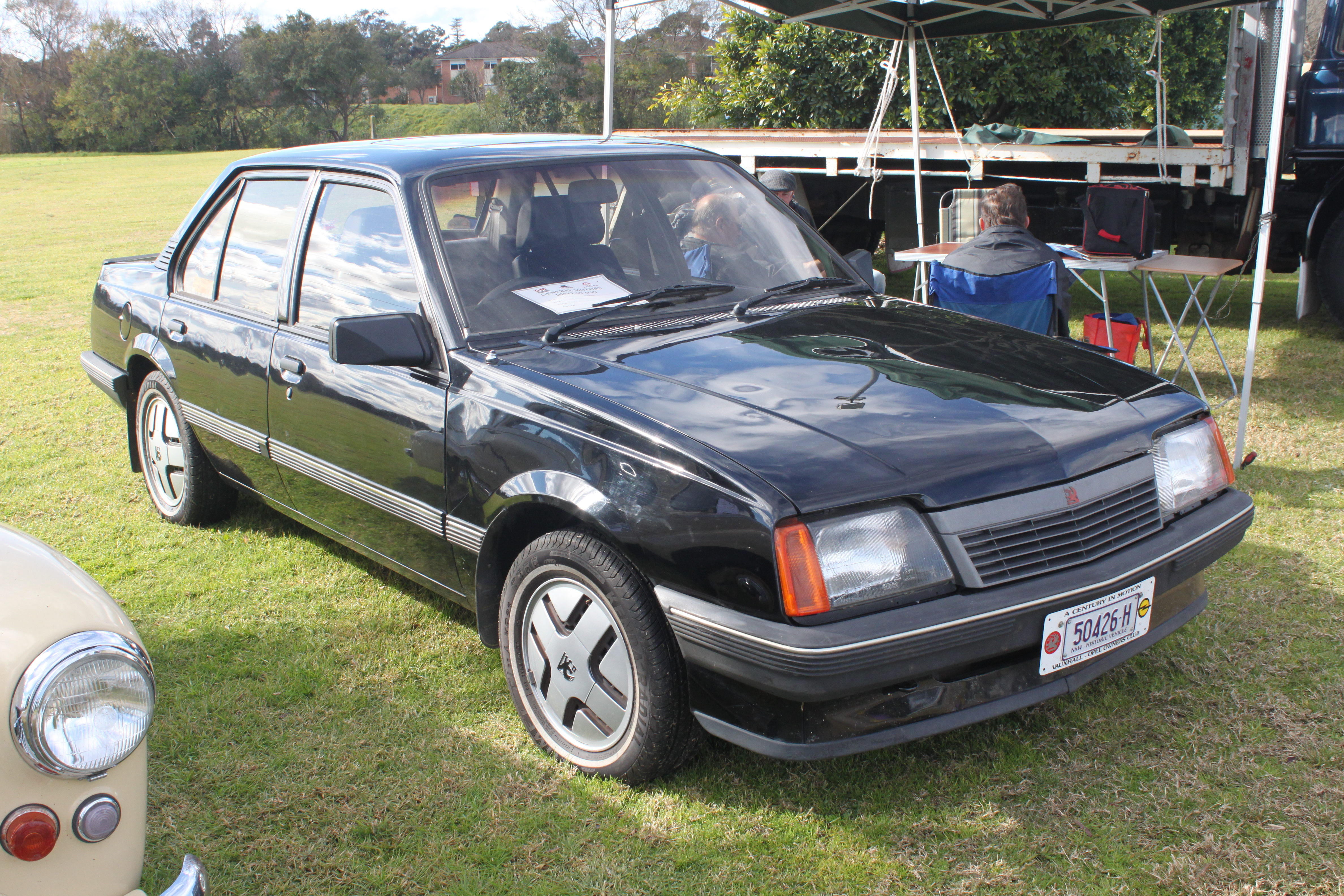
Vauxhall Cavalier SRi

### Ascona C2 (10/1984 bis 08/1986)
Änderungen gegenüber Ascona C1 unter anderem
- neue Frontscheinwerfer und Blinker
- Frontgrill vom Ascona CD jetzt für alle Modelle
- Heckleuchten jetzt mit schwarzen Streifen
- Blende zwischen den Rückleuchten
- neue Sitze und Sitzkonsolen wie im Kadett E
- Instrumente im neuen Design des Kadett E
- große Innenraumleuchte in neuem Design, wie Kadett E
- Befestigung Innenspiegel an Windschutzscheibe
- Stoßfänger und Zierleisten jetzt in Grau anstatt Schwarz. Bei einigen Modellen auch braun.
- Motoren mit Varajet-Vergaser jetzt mit manuellem Choke.

Erhältlich mit folgenden Motoren: 1.3 N, 1.3 S, 1.6 N, 1.6 N mit Euronorm ab Modelljahr 1986, 1.6 SH, 1.8 E, 1.6 D, 1.6 DA, 1.8 NE ab 1985 (nicht für zweitüriges Stufenheck)
Der Motor C18NE hatte erstmals einen G-KAT im Ascona.
Ausstattungsstufen
- LS (vormals Ascona, alle Karosserievarianten, alle Motoren, außer 1.8 E)
- GL (vormals Luxus, alle Karosserievarianten, alle Motoren)
- GLS (vormals Berlina, vier- und fünftürig, alle Motoren)
- CD (vier- und fünftürig, nur mit 1.6 SH-, 1.8 NE- und 1.8 E-Motor)
- GT (vormals SR und SR/E, alle Karosserievarianten, nur mit 1.6 SH-, 1.8 NE-, 1.8 E-Motor)

Sondermodelle
- GT/Sport (Modelljahr 1986, alle Karosserievarianten, Motoren wie GT)
- Touring (Modelljahr 1986, vier- und fünftürig, 1.6 N-, 1.6 SH-, 1.8 NE-, 1.8 E-, 1.6 D-Motor)

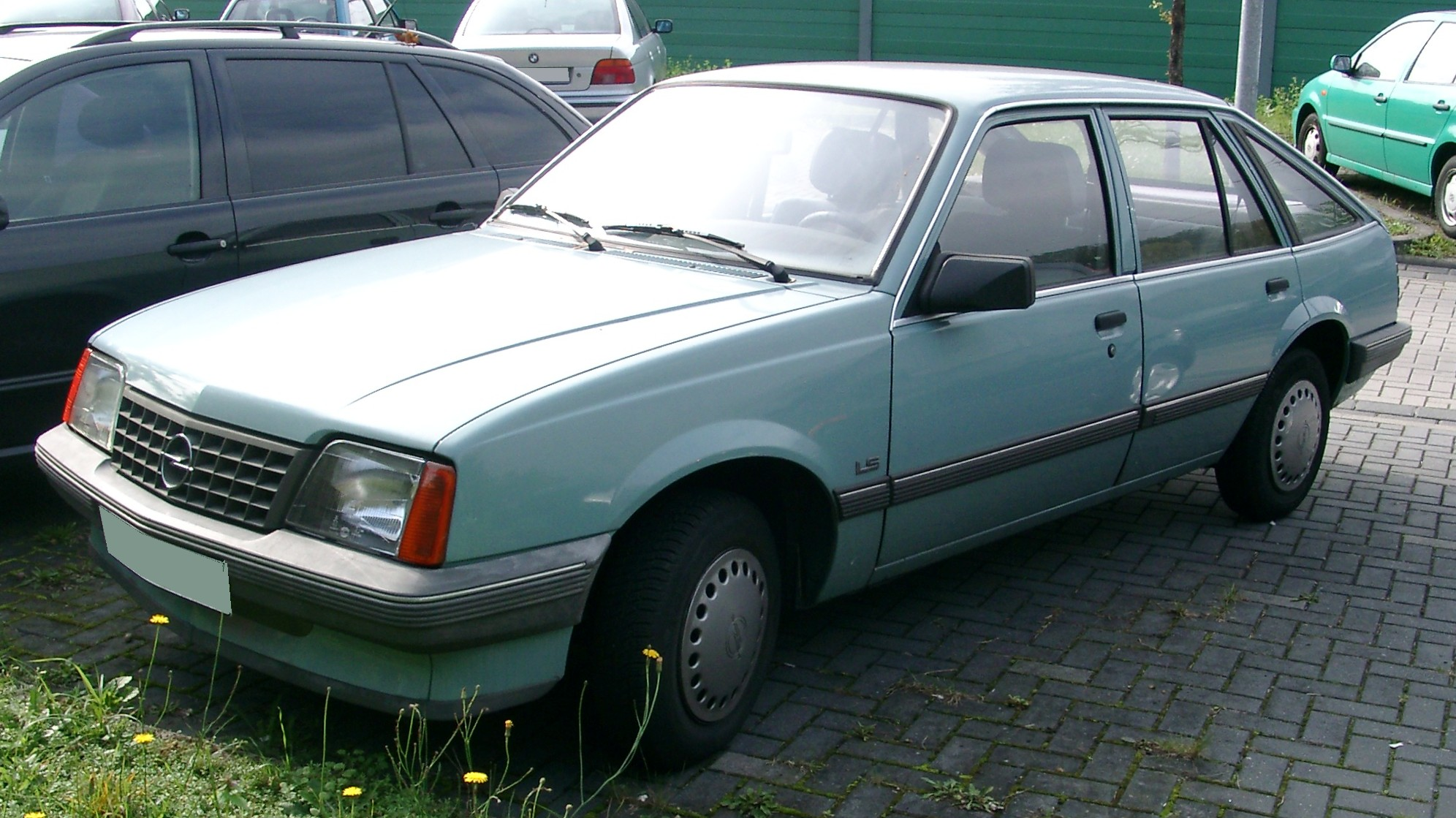
Opel Ascona Schrägheck (1984–1986)
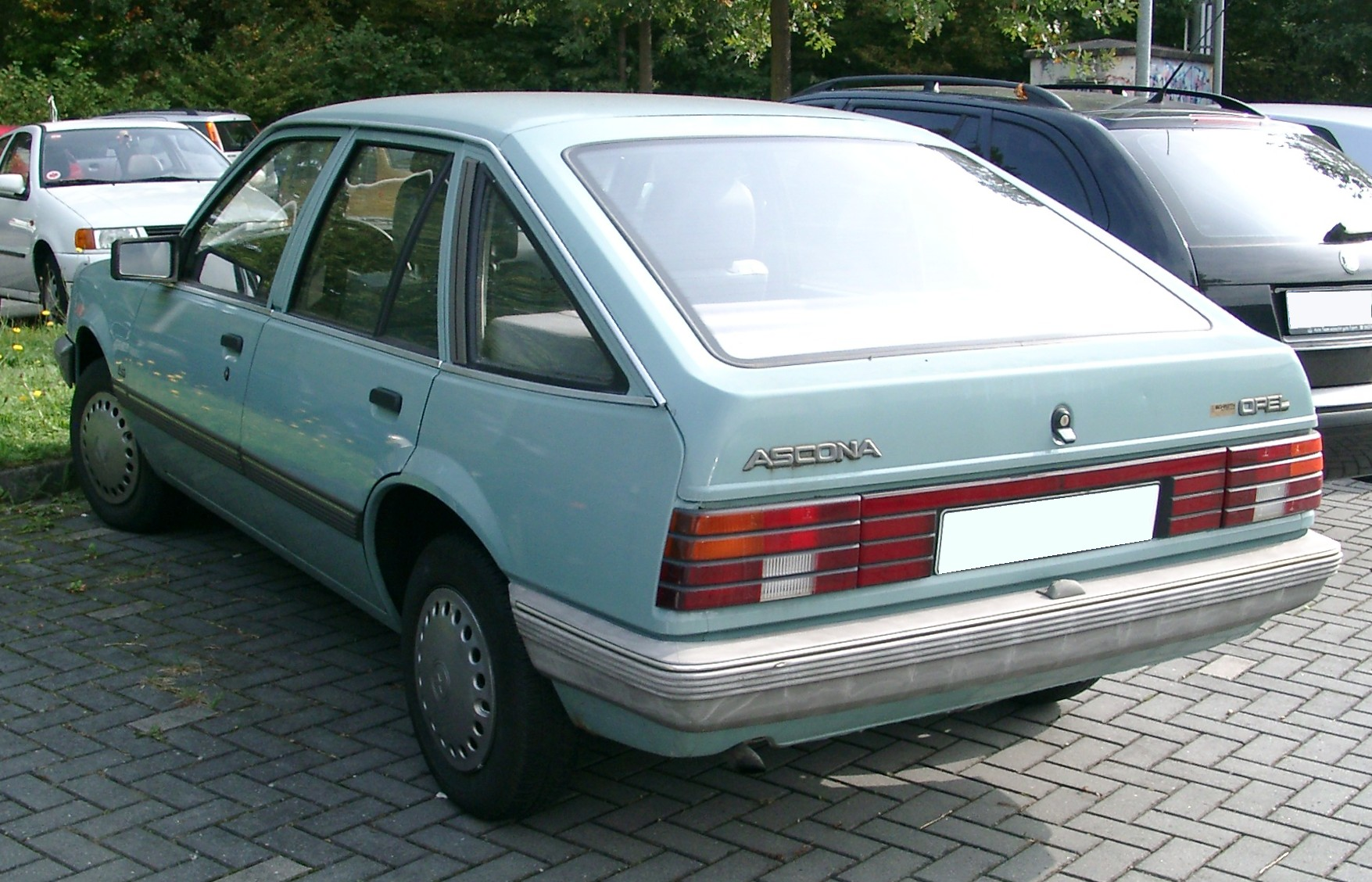
Heckansicht
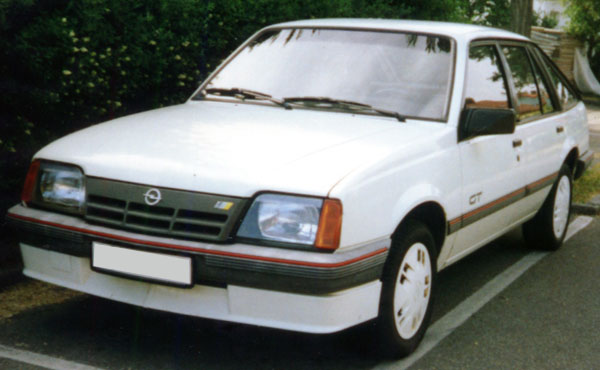
Opel Ascona GT
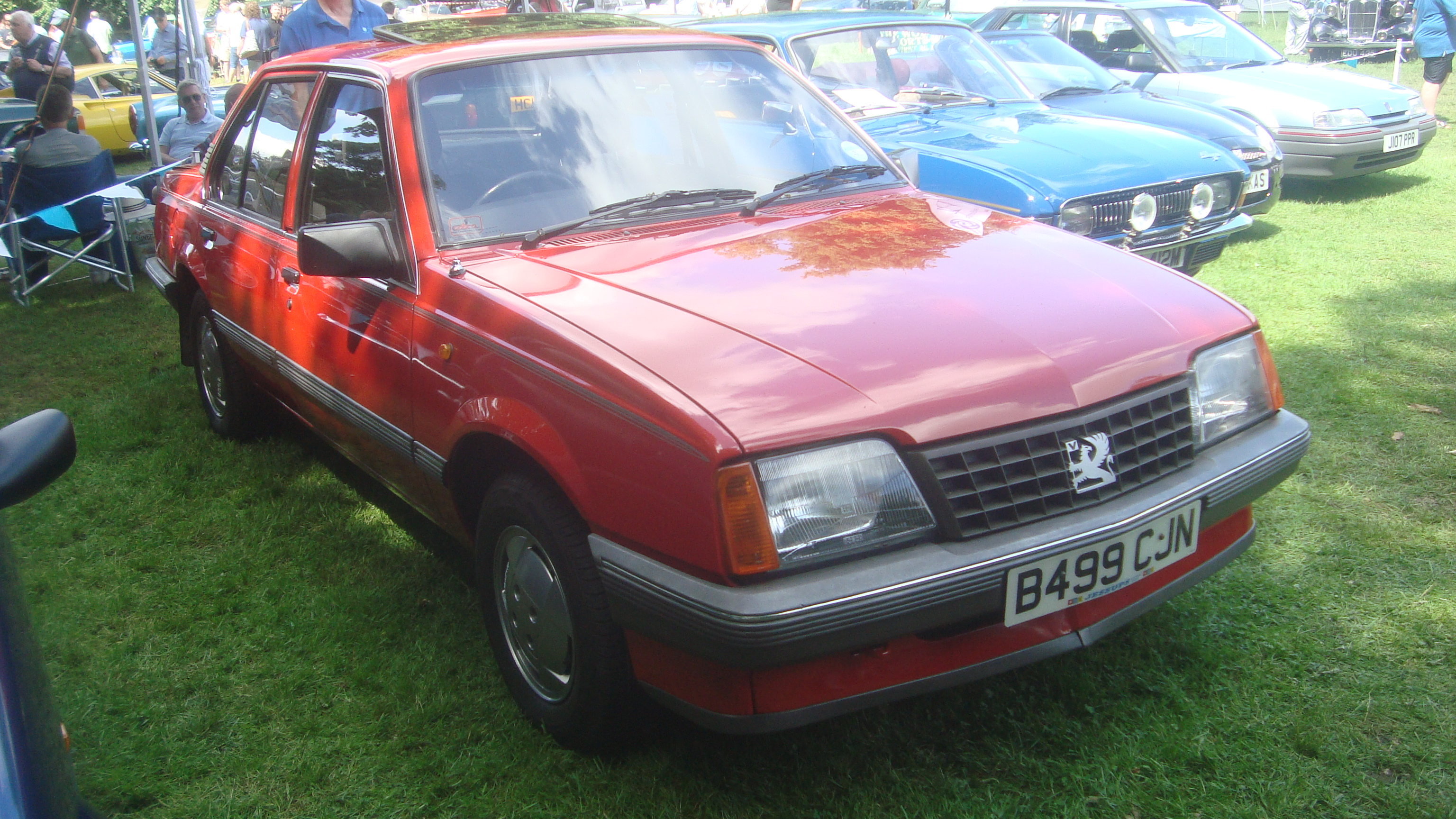
Vauxhall Cavalier 1.6 GLS
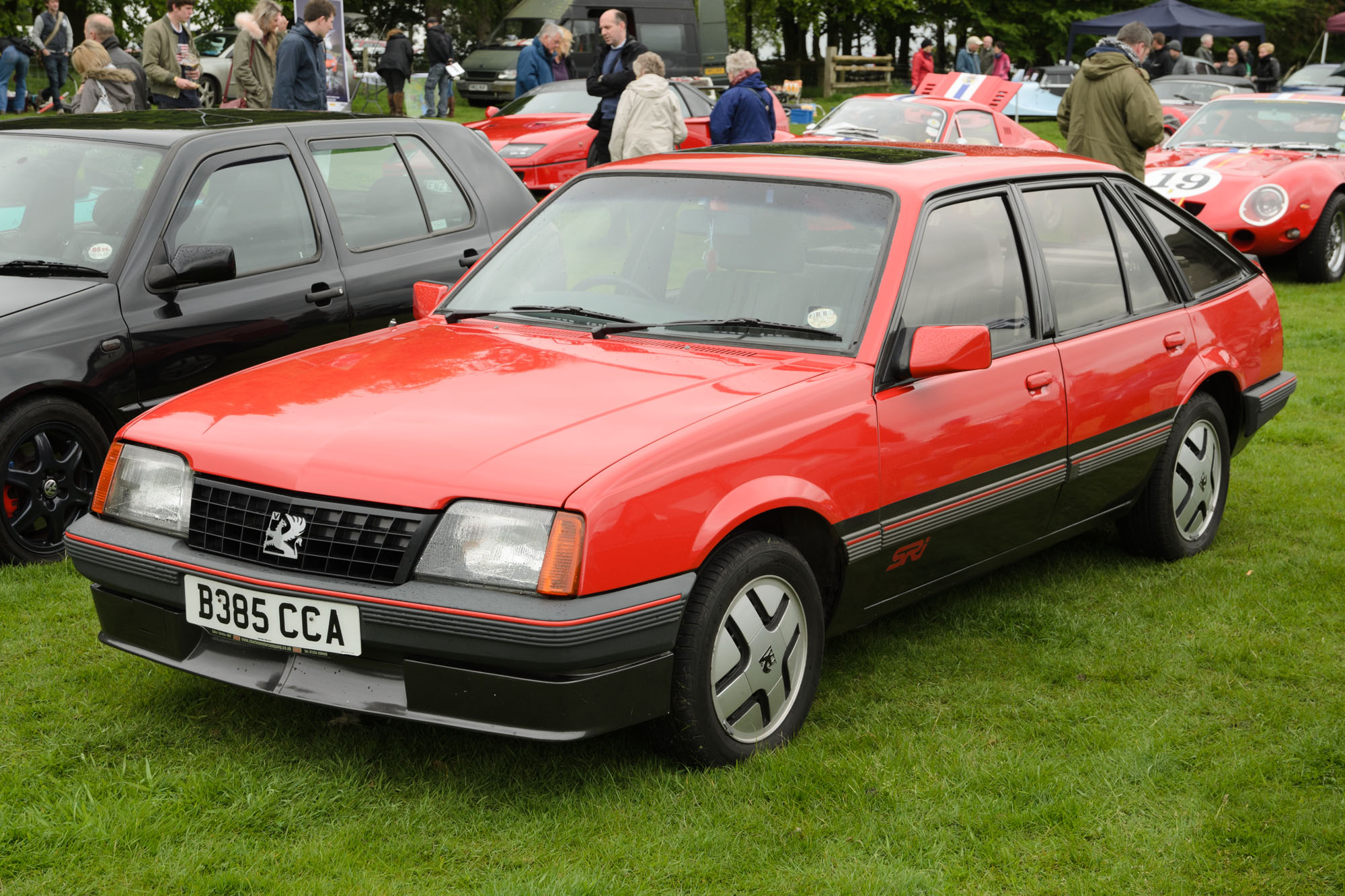
Vauxhall Cavalier SRi
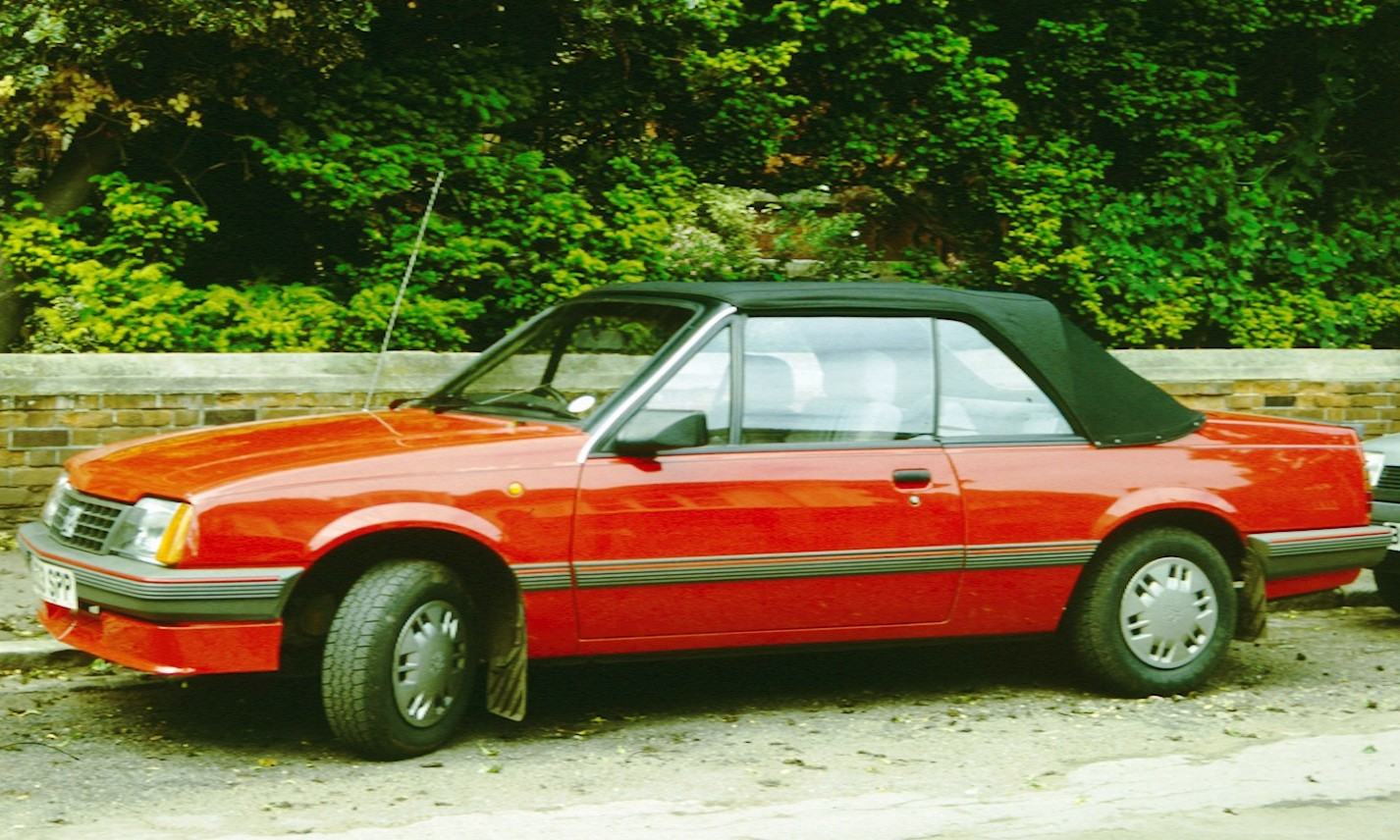
Vauxhall Cavalier Cabriolet

### Ascona C3 (08/1986 bis 10/1988)
Änderungen gegenüber Ascona C2
- neue Rückleuchten inkl. neuer Heckblende
- neuer Frontspoiler für alle Modelle
- Innenausstattungen höherwertig
- Weiße Frontblinker
- neuer Kühlergrill, in Wagenfarbe lackiert
- Stoßstangen, Zierleisten und Schriftzüge in Blau-Grau

Erhältlich mit folgenden Motoren: 1.6 N, 1.6 SV (nur Modelljahr 1987), 1.8 NV, 1.6 NZ, 1.6 NZ, 1.6 LZ, 2.0 NE, 2.0 NEF, 2.0 SEH, 2.0 NE, 1.6 DA,
Ausstattungsstufen
- LS (alle Karosserievarianten, alle Motoren, außer 2.0 SEH)
- GL, ab Modelljahr 1988 Touring (nur vier- und fünftürig, alle Motoren, außer 2.0 SEH)
- GLS, ab Modelljahr 1988 GLS Exklusiv (nur vier- und fünftürig, alle Motoren, außer 2.0 SEH)
- GT, ab Modelljahr 1988 GT/Sport (alle Karosserievarianten, 1.6 SV (nur 1987), 1.8 NV (nur 1988), 2.0 NE, 2.0 SEH)

Sondermodelle
- Jubilee (Modelljahr 1987, vier- und fünftürig, 1.6 NZ, 2.0 NE, 1.8 NV-Motor 1987 exklusiv für Jubilee)
- Sprint (Irmscher-Version, ab Modelljahr 1987, nur viertüriges Stufenheck, 2.0 NE-, 2.0 SEH-Motor), bei Irmscher wurden 1399 Stück in vier Farbtönen gebaut. In der Schweiz war der Ascona Sprint als i200 im Angebot, der von Irmscher 879 Mal gebaut wurde. Für den britischen Markt wurden als Rechtslenker unter dem Namen Vauxhall Cavalier Calibre ungefähr 500 Stück von Irmscher gebaut.

Im Oktober 1988 wurde der Opel Ascona C vom Opel Vectra A abgelöst. Bis zum Produktionsende wurden 1.721.647 Ascona C gefertigt.

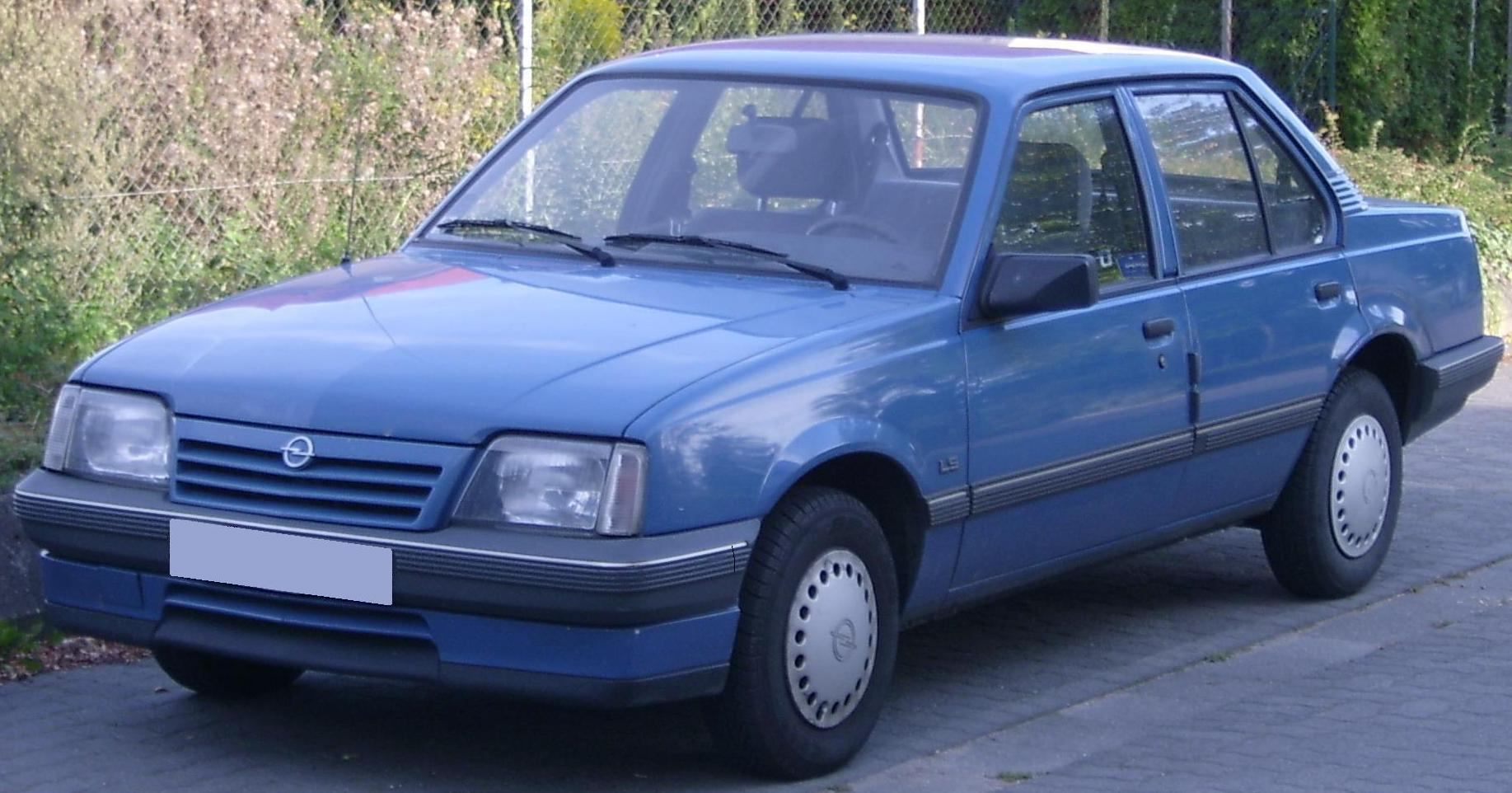
Opel Ascona Stufenheck (1986–1988)
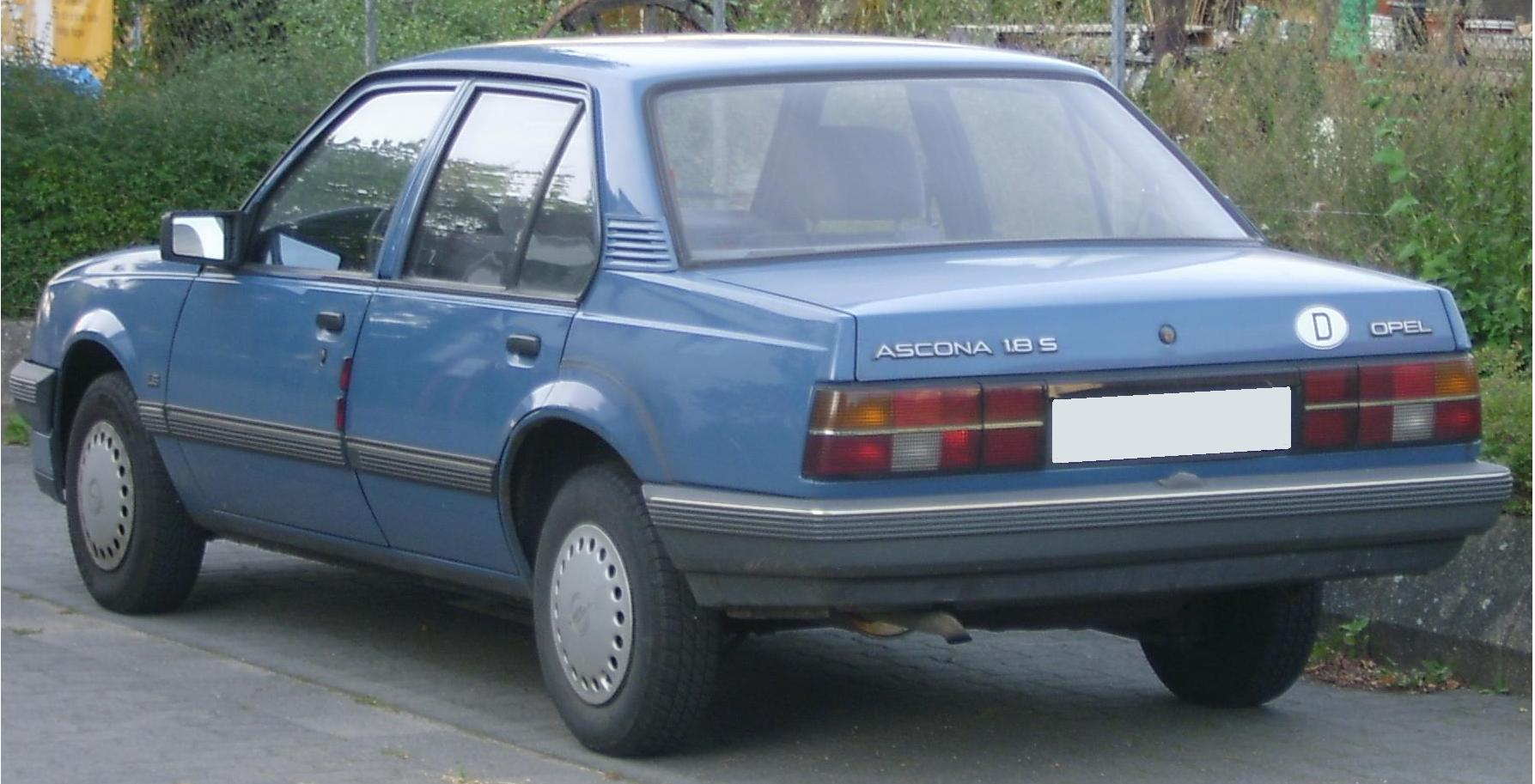
Heckansicht
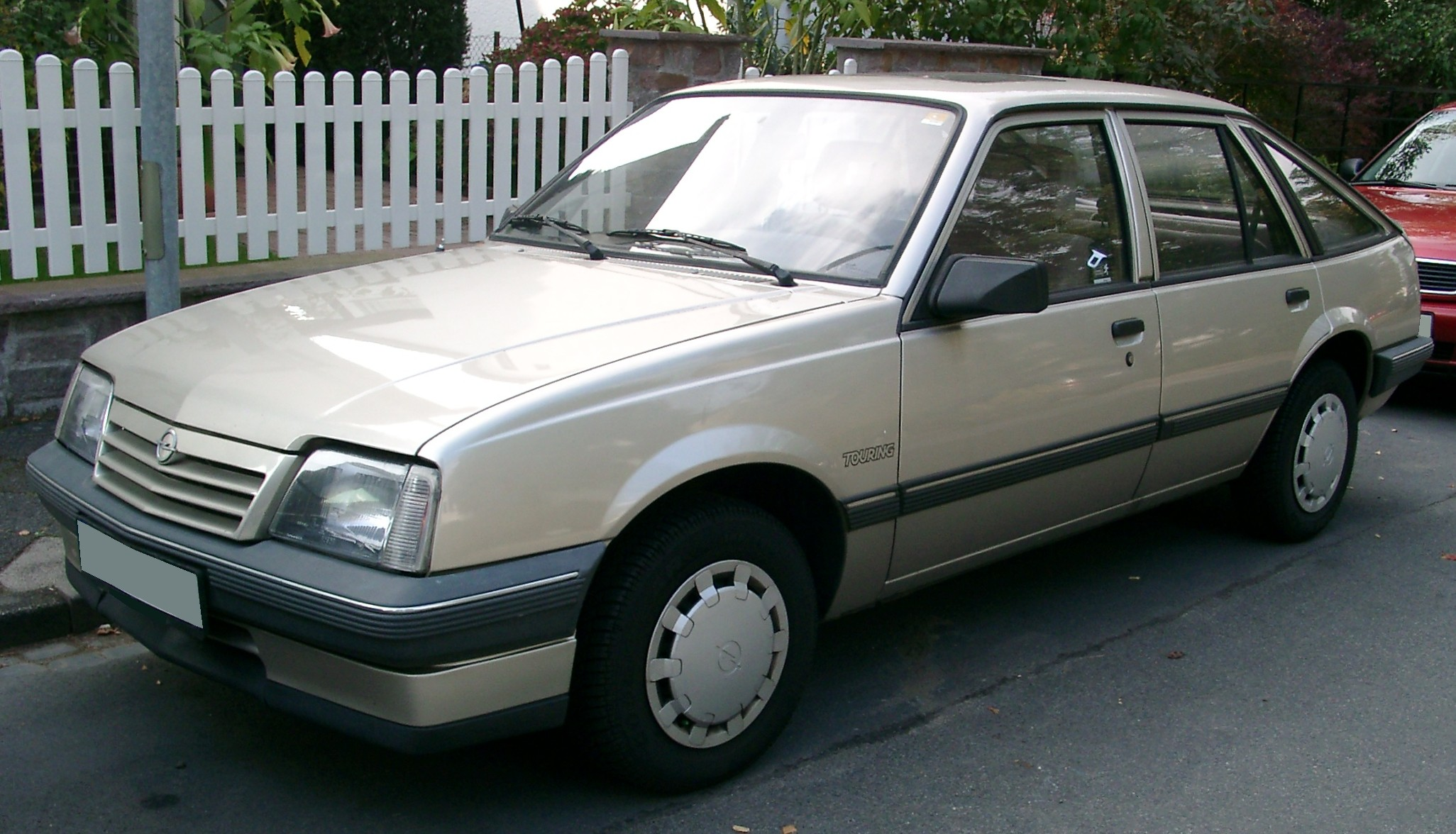
Opel Ascona Schrägheck (1986–1988)
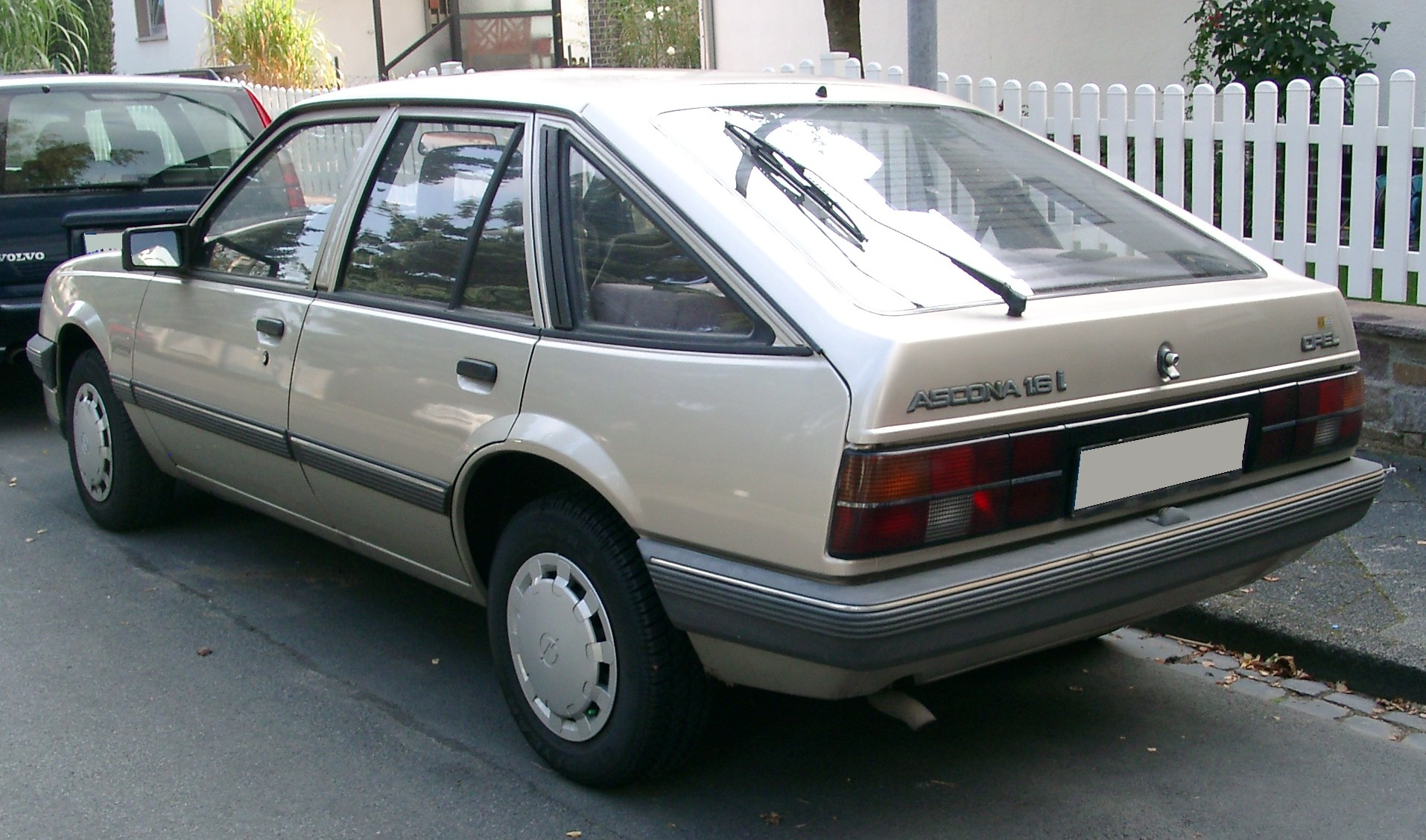
Opel Ascona Schrägheck (1986–1988)
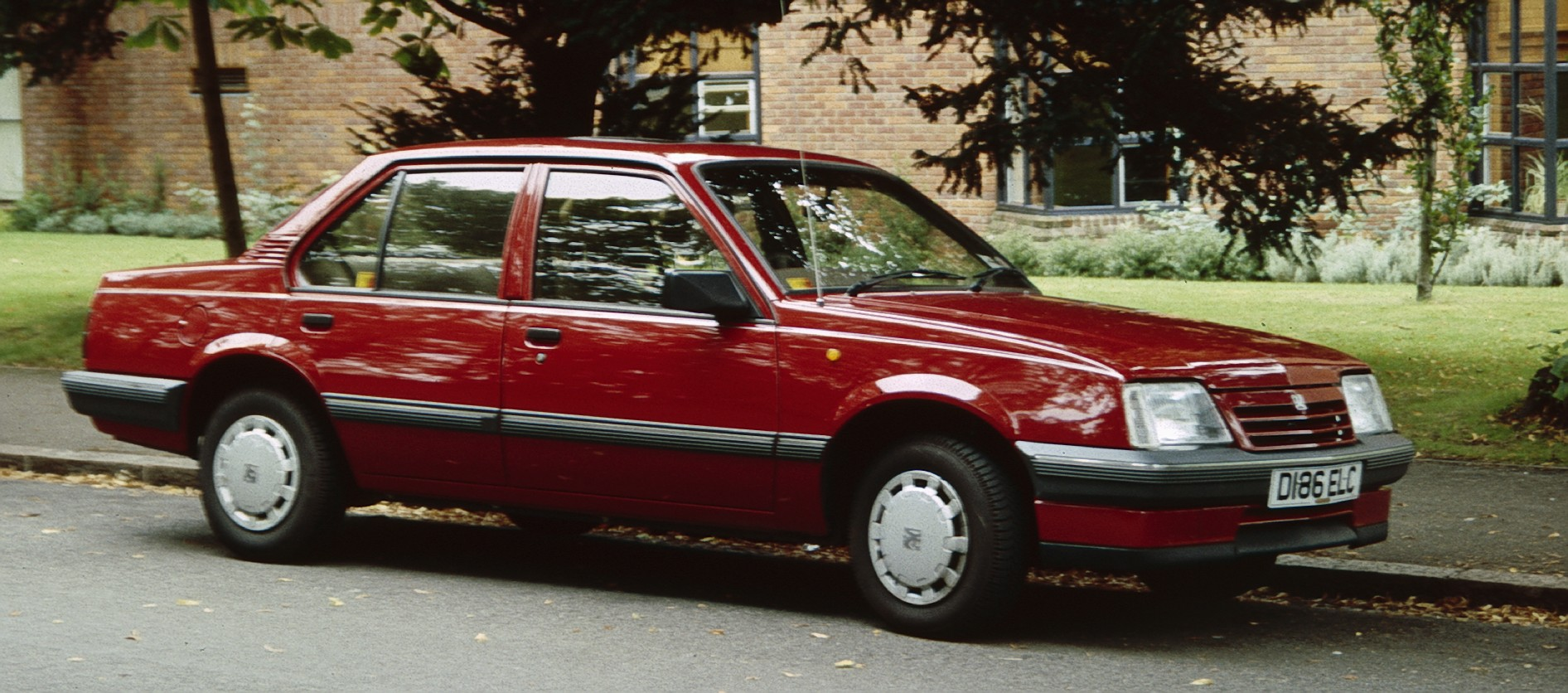
Vauxhall Cavalier 1.6 L
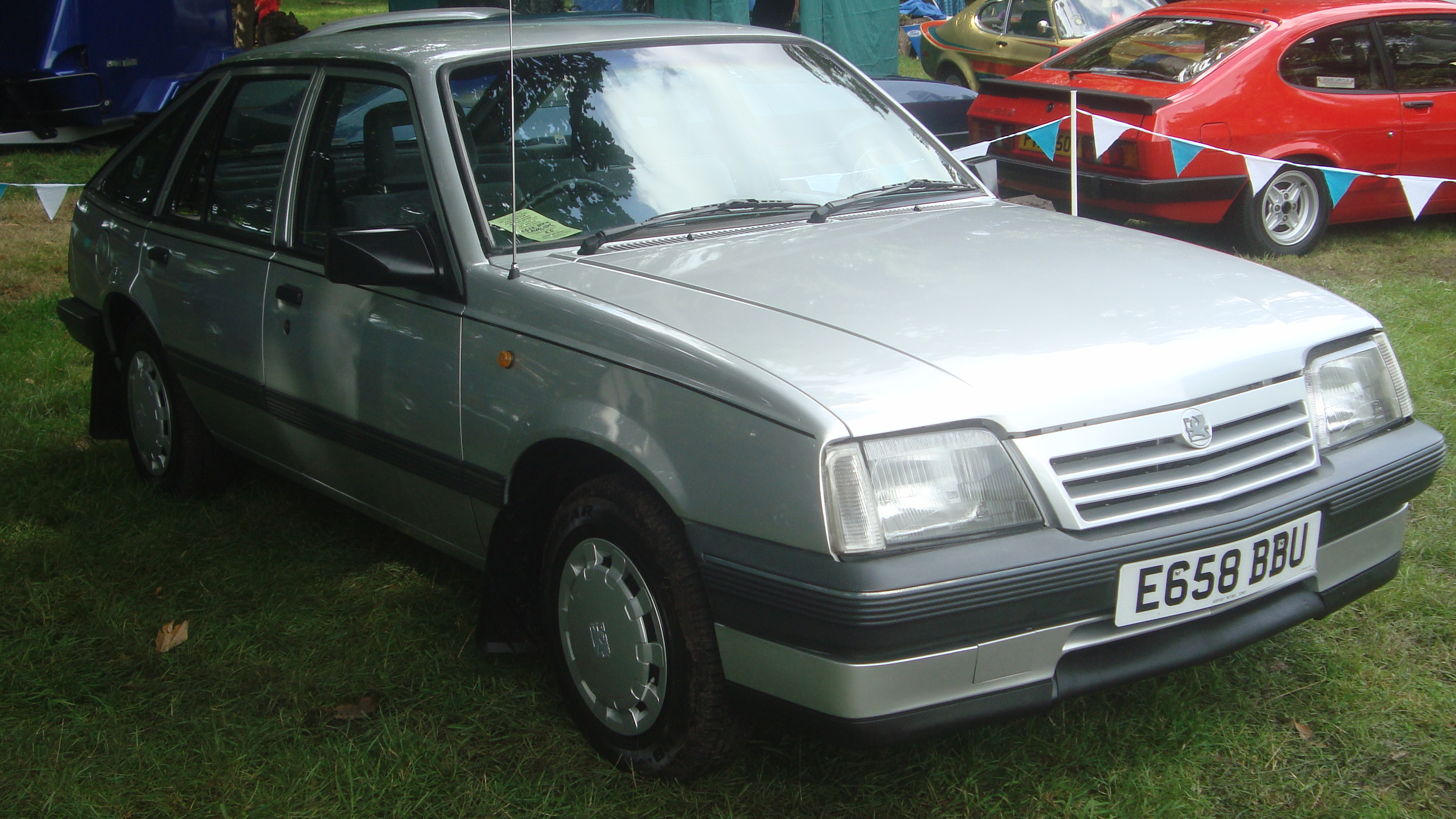
Vauxhall Cavalier 1.6 L
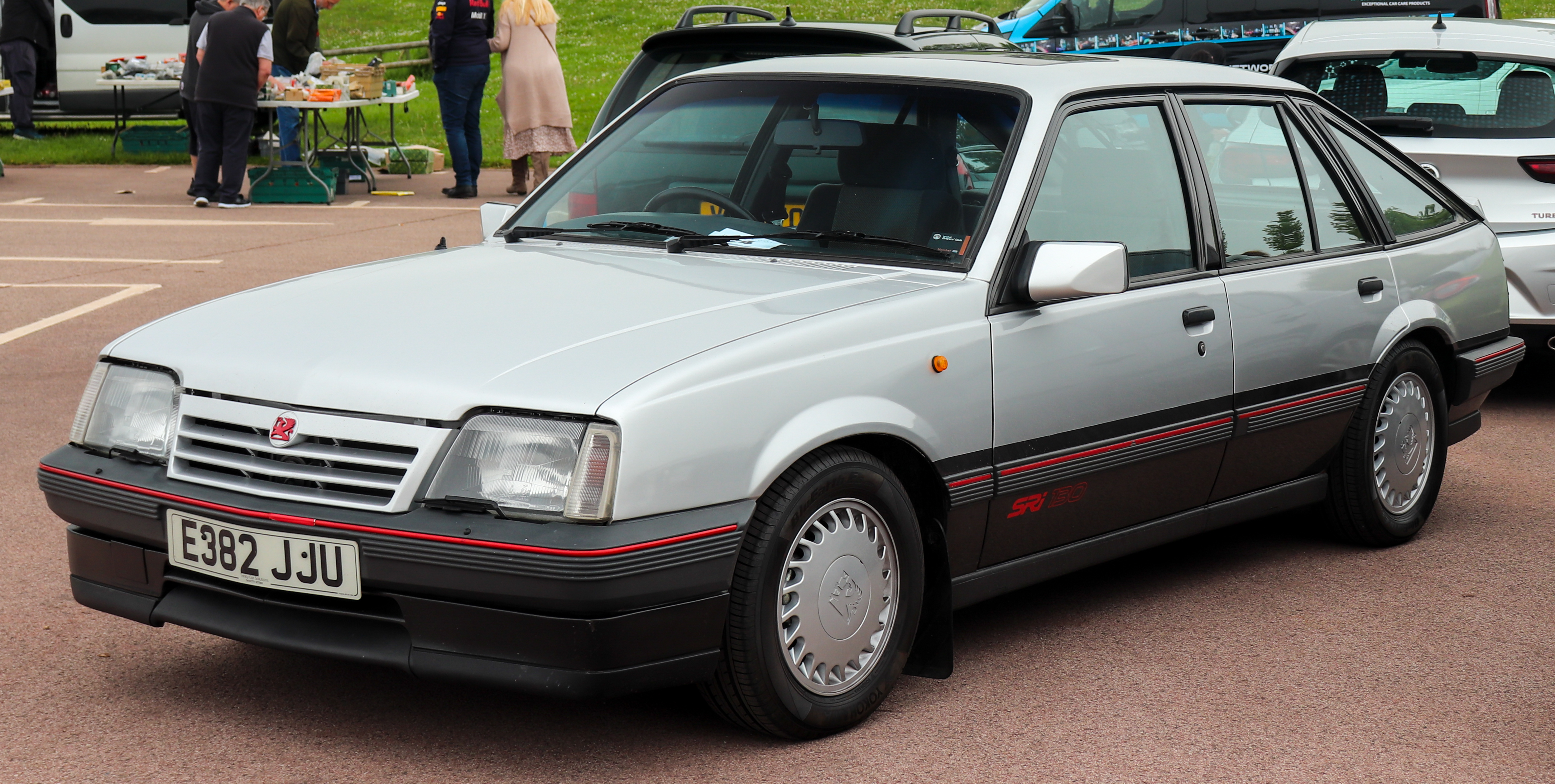
Vauxhall Cavalier SRi
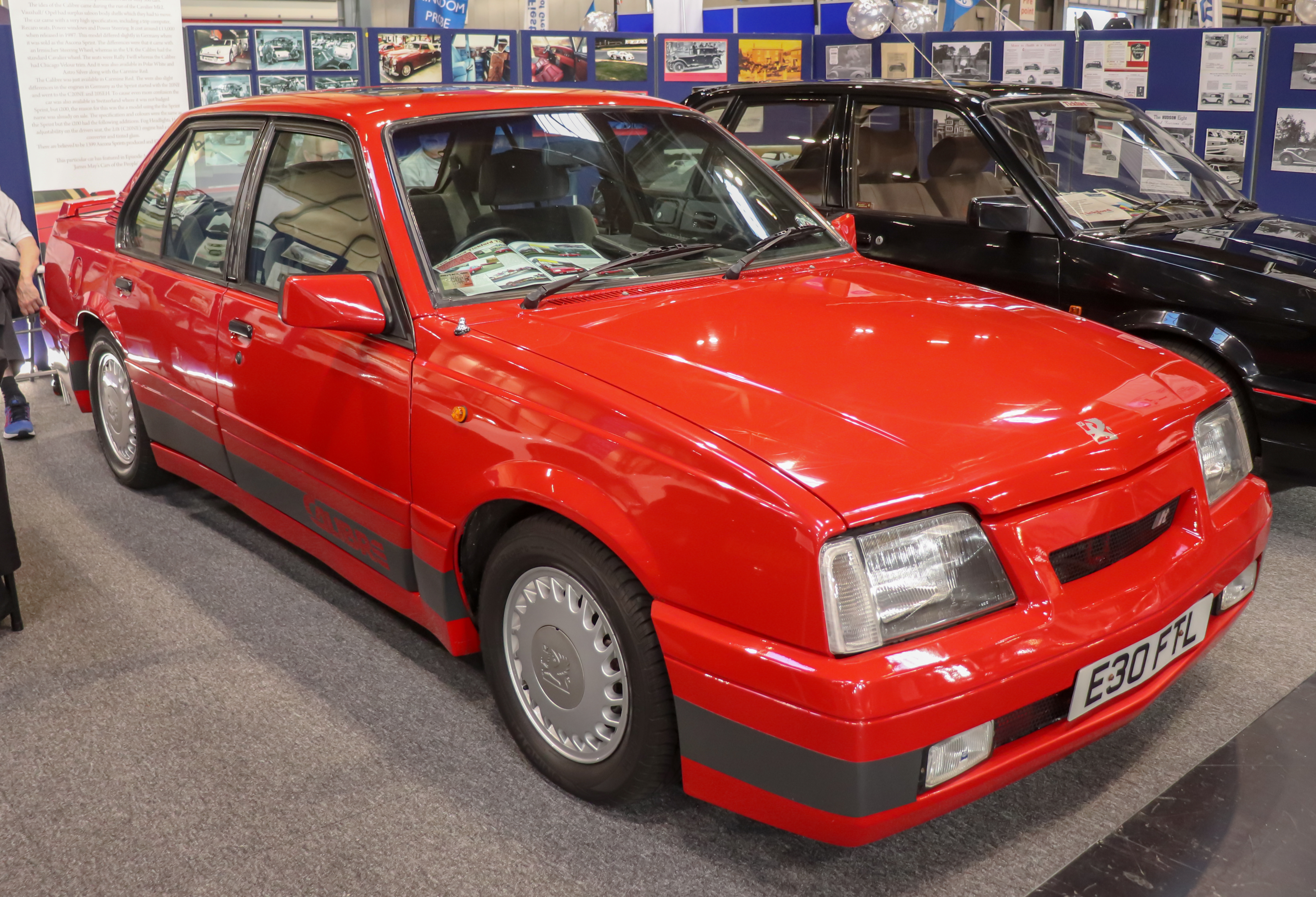
Vauxhall Cavalier Calibre

## Motoren
- 1,3 Liter, 44 kW (60 PS) (Vergaser Solex 35PDSI) – Motor 13 N (LY1)
- 1,3 Liter, 55 kW (75 PS) (Vergaser GM Varajet II) – Motor 13 S (LX9)
- 1,3 Liter, 55 kW (75 PS) (Vergaser Pierburg 2E3) – Motor 13 S (LX9)
- 1,6 Liter, 55 kW (75 PS) (Vergaser Pierburg 1B1) – Motor 16 N (LY5)
- 1,6 Liter, 55 kW (75 PS) (Multec Zentraleinspritzer mit Katalysator) – Motor C 16 LZ (L73)
- 1,6 Liter, 55 kW (75 PS) (Multec Zentraleinspritzer) – Motor E 16 NZ (L73)
- 1,6 Liter, 55 kW (75 PS) (Multec Zentraleinspritzer mit Katalysator) – Motor C 16 NZ (L73)
- 1,6 Liter, 60 kW (82 PS) (Vergaser Pierburg 2E3) – Motor 16 SV (2H1)
- 1,6 Liter, 66 kW (90 PS) (Vergaser GM Varajet II) – Motor 16 SH (L16)
- 1,8 Liter, 62 kW (84 PS) (E-Vergaser Vergaser Pierburg 2EE) – Motor E 18 NV (LV9)
- 1,8 Liter, 74 kW (100 PS) (Bosch Lu-Jetronic Einspritzer mit Katalysator) – Motor C 18 NE (LV6)
- 1,8 Liter, 85 kW (115 PS) (Bosch LE-Jetronic Einspritzer) – Motor 18 E (LV6)
- 2,0 Liter, 74 kW (100 PS) (Bosch Motronic ML4.1 Einspritzer mit Katalysator) – Motor C 20 NEF, Behördenversion
- 2,0 Liter, 85 kW (115 PS) (Bosch Motronic ML4.1 Einspritzer) – Motor 20 NE (LE4)
- 2,0 Liter, 85 kW (115 PS) (Bosch Motronic ML4.1 Einspritzer mit Katalysator) – Motor C 20 NE (LE4)
- 2,0 Liter, 96 kW (130 PS) (Bosch Motronic ML4.1 Einspritzer) – Motor 20SEH (2H4)
- 1,6 Liter, 40 kW (54 PS) (Wirbelkammerdiesel) – Motor 16 D/16 DA (L53)

## J-Car-Modelle weltweit
(Hauptartikel: GM-J-Plattform)

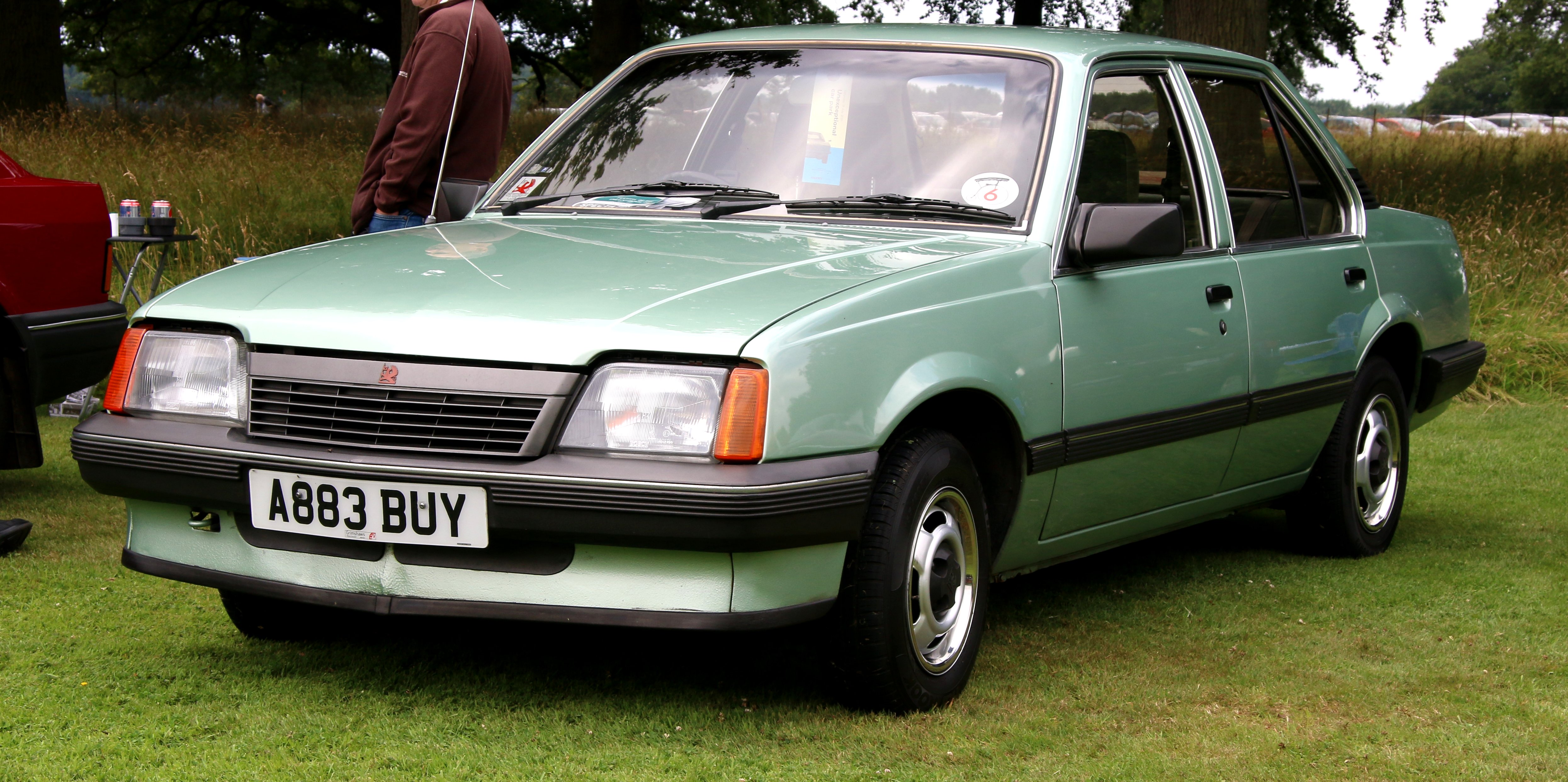
Vauxhall Cavalier Mark II

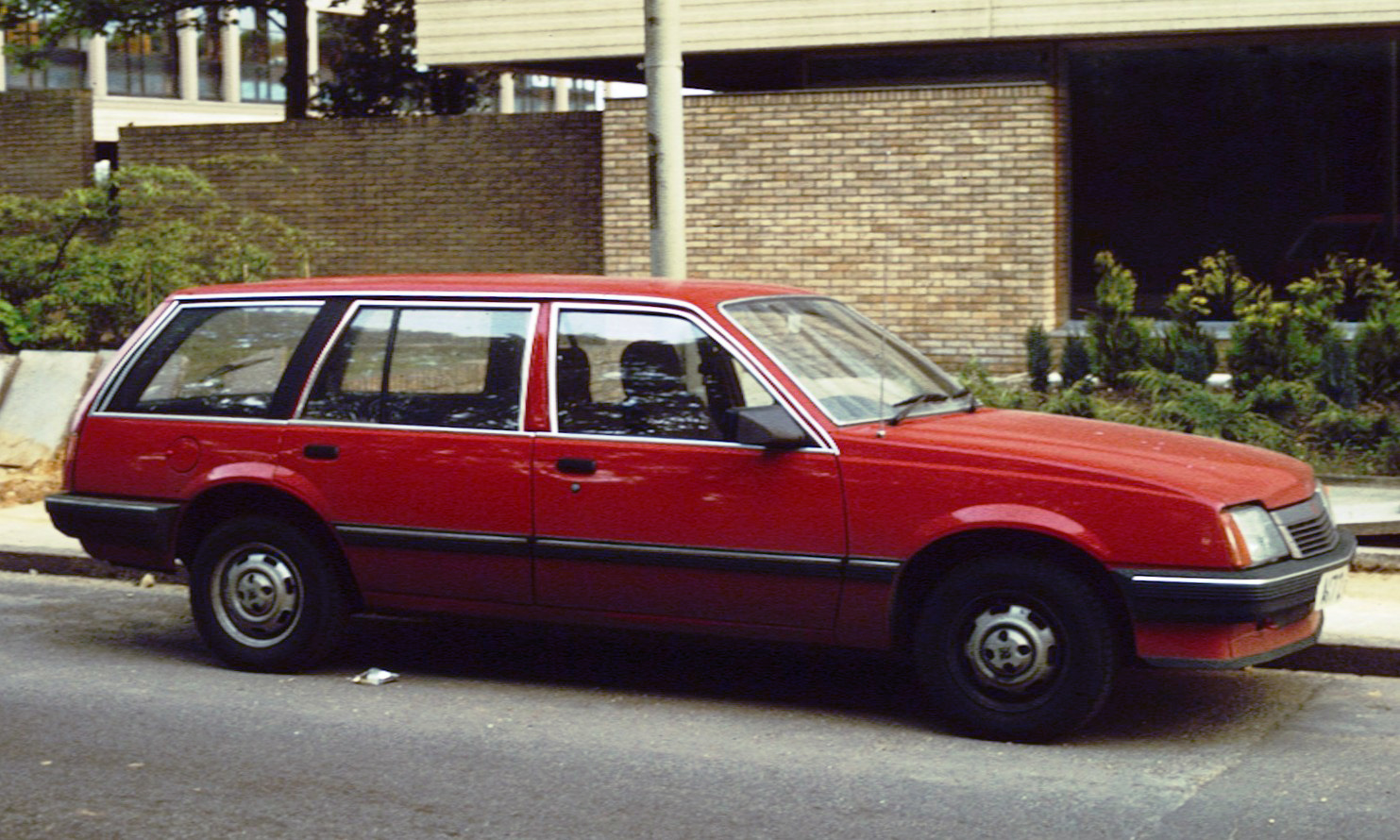
Vauxhall Cavalier Mark II Estate

Der Ascona C wurde in Großbritannien als Vauxhall Cavalier verkauft. Dieses Modell war auch in einer Kombiversion (Vauxhall Cavalier Estate) erhältlich, die in Deutschland nicht angeboten wurde. Notwendige Bauteile fertigte Holden in Australien. Die geringen Stückzahlen der Schrägheck-Variante und die großen Verkaufserfolge des Kadett Caravan sowie des direkten Mitbewerbers VW Passat Variant lassen den Schluss zu, dass Opel mit dieser Kombivariante wohl auch in Deutschland mehr Ascona-Modelle verkauft hätte. Merkwürdigerweise ignorierte man dieses Phänomen während der achtjährigen Produktionszeit des Ascona und setzte die Strategie noch bis zum Vectra B fort.
In Nordamerika umfasste die J-Car-Familie, zu der auch der Ascona C gehört, die Modelle Chevrolet Cavalier, Buick Skyhawk, Oldsmobile Firenza, Pontiac J2000 und Cadillac Cimarron, die dort als Stufenheck-Limousinen, Kombis und Schrägheck-Coupés verkauft wurden. In Brasilien wurde der Ascona C als Chevrolet Monza auch in einer anderswo nicht erhältlichen dreitürigen Fastback-Version verkauft. In Australien erfuhr der Ascona Retuschen an der Karosserie und wurde als Holden Camira montiert. In Japan lief eine eigene J-Car-Version als Isuzu Aska mit eigenen Motoren vom Band. Zudem wurde Mitte der 1990er-Jahre der von Daewoo produzierte, auf dem Ascona C basierende Espero auch in Deutschland verkauft.

## Cabrio-Umbauten
Der Ascona C wurde mit verschiedenen Motorisierungen und in verschiedenen Ausstattungsvarianten auch als Cabriolet angeboten. Als Basis hierfür diente die zweitürige Stufenhecklimousine. Die meisten Fahrzeuge bauten Hammond & Thiede bei der Karosseriefabrik Voll in Würzburg-Heidingsfeld um. Fast 2900 Stück wurden von Sommer 1983 bis Herbst 1988 produziert. In Deutschland konnte das Cabrio von Hammond & Thiede über jeden Opel-Händler bestellt werden. In Großbritannien wurde es unter der Bezeichnung Vauxhall Cavalier Convertible angeboten. Von einer anderen Ausführung, dem Keinath-C3-Cabriolet, wurden 434 Stück gebaut. Weitere Versuche einer Cabrio-Version des Ascona C von Michelotti, Tropic und Hy-Tech waren vorher gescheitert.

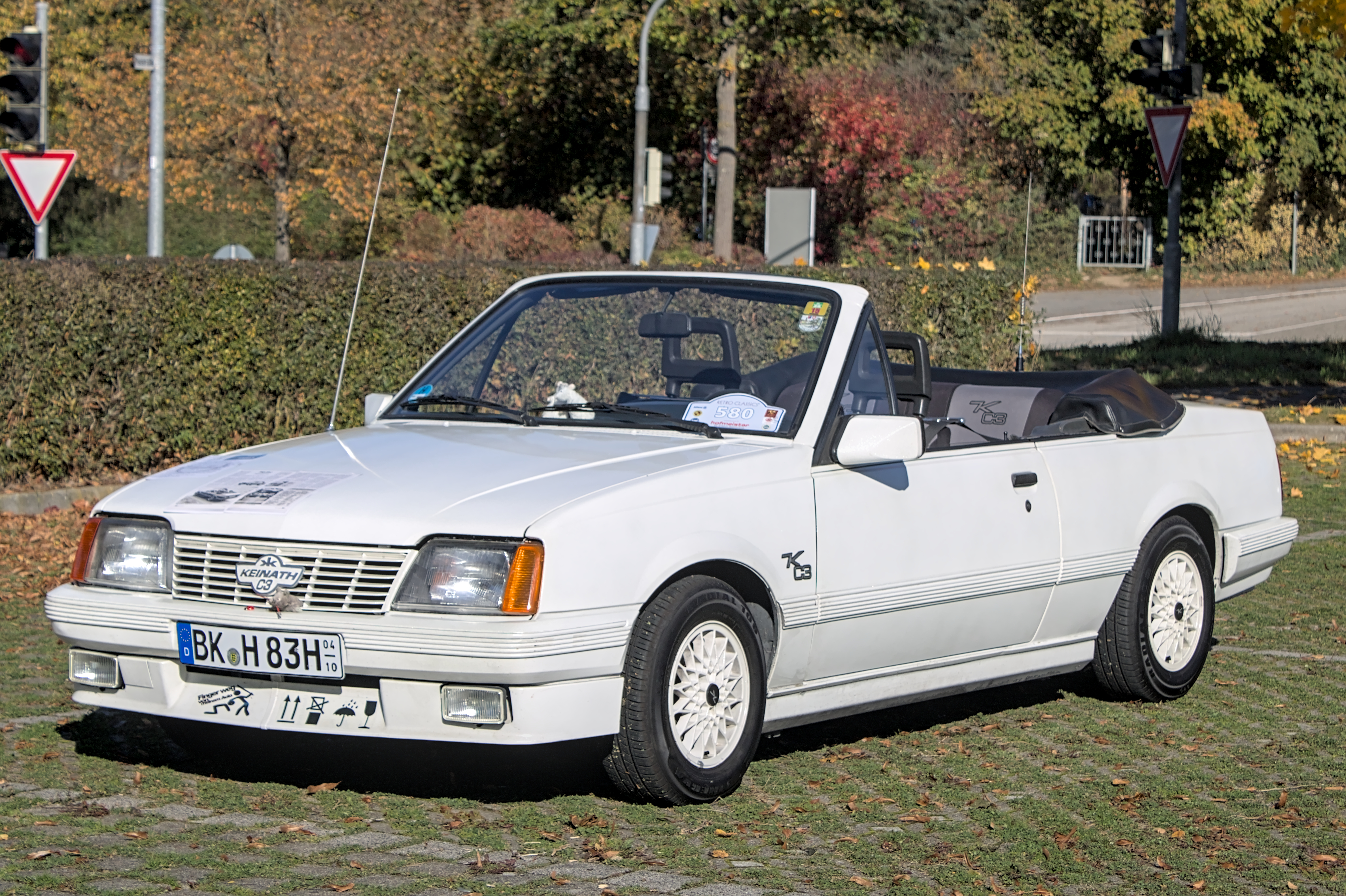
Keinath C3
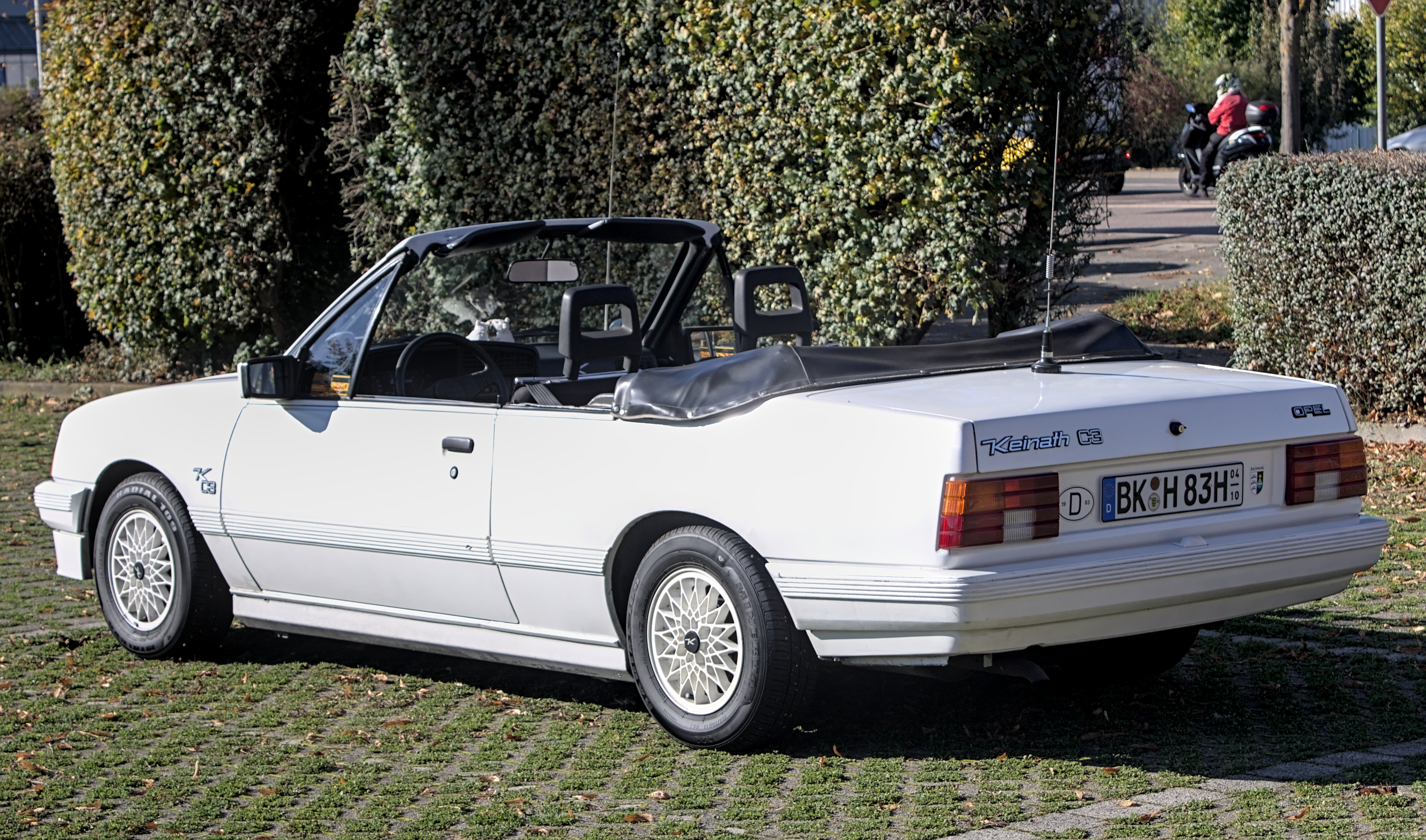
Heckansicht